# アルミン・カウフマン
アルミン・カウフマン（Armin Kaufmann、1902年10月30日 - 1980年6月30日）は、オーストリアの作曲家、ヴァイオリニスト。
ブコビナ地方出身。父親にヴァイオリンを習った後、ブルノでヴァイオリン・チェロ・音楽理論を学び、さらにウィーンで作曲をヨーゼフ・マルクスに、チェロをフランツ・シュミットに師事した。学業を終えた後、1928年から1938年まで新ウィーン音楽院で教鞭をとり、ロートシルト弦楽四重奏団の第2ヴァイオリン奏者を務めた。1938年から1966年までウィーン交響楽団の第2ヴァイオリンのトップを務めた。1966年以降はフリーランスの音楽家・作曲家として活動。
作風はユーゴスラビアの民俗音楽を取り入れたもので、作品には7つの弦楽四重奏曲を含む室内楽曲、4つの交響曲、歌曲、マンドリン・ギター・ツィターのための曲などがある。